# Erythroneura
Erythroneura är ett släkte av insekter. Erythroneura ingår i familjen dvärgstritar.

## Dottertaxa tillErythroneura, i alfabetisk ordning[1]
- Erythroneura aclys
- Erythroneura acuticephala
- Erythroneura amanda
- Erythroneura ancora
- Erythroneura anfracta
- Erythroneura aza
- Erythroneura bakeri
- Erythroneura beameri
- Erythroneura bidens
- Erythroneura bistrata
- Erythroneura browni
- Erythroneura caetra
- Erythroneura calycula
- Erythroneura cancellata
- Erythroneura carinata
- Erythroneura coloradensis
- Erythroneura comes
- Erythroneura corni
- Erythroneura cymbium
- Erythroneura delicata
- Erythroneura diva
- Erythroneura elegans
- Erythroneura elegantula
- Erythroneura festiva
- Erythroneura fiduciaria
- Erythroneura fraxa
- Erythroneura gilensis
- Erythroneura glabra
- Erythroneura infuscata
- Erythroneura integra
- Erythroneura kanwakae
- Erythroneura kennedyi
- Erythroneura kerzhneri
- Erythroneura nudata
- Erythroneura octonotata
- Erythroneura omaska
- Erythroneura ontari
- Erythroneura ortha
- Erythroneura palimpsesta
- Erythroneura pontifex
- Erythroneura prima
- Erythroneura prosata
- Erythroneura reflecta
- Erythroneura rosa
- Erythroneura rubra
- Erythroneura rubrella
- Erythroneura tacita
- Erythroneura triapitsyni
- Erythroneura tricincta
- Erythroneura vaga
- Erythroneura vagabunda
- Erythroneura vitifex
- Erythroneura vitis
- Erythroneura ziczac